# Acero de refuerzo
El acero de refuerzo, también llamado ferralla, es un importante material para la industria de la construcción utilizado para el refuerzo de estructuras y demás obras que requieran de este elemento, de conformidad con los diseños y detalles mostrados en los planos y especificaciones. Por su importancia en las edificaciones, debe estar comprobada y estudiada su calidad. Los productos de acero de refuerzo deben cumplir con ciertas normas que exigen sea verificada su resistencia, ductilidad, dimensiones, y límites físicos o químicos de la materia prima utilizada en su fabricación.
La ferralla va, parte o en su totalidad, embebida en el hormigón.

## Colocación
Las barras de refuerzo se doblarán en frío de acuerdo con los detalles y dimensiones mostrados en los planos. No podrán doblarse en la obra barras que estén parcialmente embebidas en el hormigón, salvo cuando así se indique en los planos o lo autorice el interventor en la obra. Todo el acero de refuerzo se colocará en la posición exacta mostrada en los planos y deberá asegurarse firmemente, en forma aprobada por el Interventor, para impedir su desplazamiento durante la colocación del hormigón. Para el amarre de las varillas se utilizará alambre y en casos especiales soldadura. La distancia del acero a las formaletas se mantendrá por medio de bloques de mortero prefabricados, tensores, silletas de acero u otros dispositivos aprobados por el Interventor.